# Крум Савов (журналист)
 Тази статия е за български спортен журналист.  За български фотограф вижте Крум Савов (фотограф).  
Крум Бориславов Савов е български спортен журналист.

## Биография
Роден е на 14 юни 1960 г. в София. Майка му е от гр. Брезник, а баща му от гр. Перник, но рано остава сирак. Завършил е английска гимназия, а впоследствие МИО в УНСС и журналистика в Софийския университет. От дете тренира футбол в ЦСКА, където му е районът, а не в любимия Локомотив. До края на следването си в университета играе в различни втородивизионни отбори и паралелно тренира тенис. Обича футбола и тениса.
Женен е от май 2004 г. Съпругата му Мая е 16 години по-млада от него, по професия фармацевт. През февруари 2007 година става баща на близначета – Крум младши и Катрин.

## Кариера
Започва работата си като спортен журналист във в. „Народен спорт“.
През 1990 г. печели конкурс за тримесечно обучение във Франция в една от школите на Бернар Тапи. След завръщането му започва работа в БНТ и тогавашната Ефир 2, където остава до 1994 г.
След създаването на Нова телевизия е поканен да оглави спортния отдел, където Крум Савов е главен редактор в редакция „Спорт“ и водещ на „Спортен свят“ по Нова телевизия до 30 ноември 2008 г., а от 2009 по Диема. На 8 март 2009 г. Крум Савов започва работа, като съводещ на Велислав Вуцов в новото спортно предаване „Спортмания“ по Канал 3. Към момента е самостоятелен водещ на предаването „Спортът по Канал 3“, а също така е и главен редактор на медията „LivеМеdia“, която събира сайтовете „Livesport.bg“, „Livenews.bg“ и „LiveBiz.bg“. В период от 9 декември 2019 г. до 9 март 2020 г. след дългогодишно отсъствие от екрана, той започна работа като водещ на предаването „На ринга“ по 7/8 ТВ, където той се завърна на екран. От 30 март 2020 г. Крум Савов води предаването „Крум Савов Live“ по 7/8 ТВ, което се излъчва всеки делник от 19:00 часа.